# Alain Lallemand
Alain Lallemand est un journaliste belge né le 12 juillet 1962 à Liège. Il est membre de la rédaction du journal belge francophone Le Soir, où il a successivement été journaliste judiciaire, grand reporter, correspondant de guerre et journaliste d'investigation. Maître de conférences à l’Université catholique de Louvain (UCLouvain), il y a enseigné le journalisme d'enquête et le journalisme narratif (en).
Il est l'auteur de plusieurs livres d'enquêtes,, récits et romans.
Il se consacre aujourd'hui à la culture et à l'écriture de romans.

## Journalisme d'enquête
De 1994 à 1996, Lallemand explore les coulisses de la mafia russe en Occident et publie la première enquête d’immersion (hors Russie) au sein du crime organisé eurasien.
En 1997, il est menacé de mort et disparaît.
Membre actif de l’International Consortium of Investigative Journalists (ICIJ), cofondateur du réseau européen d'investigation European Investigative Collaborations, il participe dès l'année 2000 à plusieurs enquêtes internationales primées puis aux premières grandes fuites de presse.
De 2013 à 2018, il est l'un des coauteurs des enquêtes Offshore Leaks, LuxLeaks, SwissLeaks, Panama Papers, Football Leaks, Malta Files, Paradise Papers, Football leaks 2 et Implant Files. Chargé des enquêtes internationales en réseaux au sein du journal Le Soir, il les coordonne jusqu'à l'automne 2018.
Préoccupé par le manque de financement des investigations dans les salles de rédactions et par ce qu'il nomme un « trouble déficitaire de l'attention » des médias, en 2011 Lallemand lance dans l'un des journaux de Harvard un appel à la coopération internationale entre journaux, notamment ceux de l'Ouest et de l'Est de l'Europe (« Comment enquêter sur la mafia russe à l'époque de Twitter? »). L'une des matérialisations de ce journalisme de réseaux sera l'European Investigative Collaborations qu'il cofonde.
En 2019, il quitte l'investigation et devient l'un des premiers alumni de l'International Consortium of Investigative Journalists.

## Correspondances de guerre
De 1998 à 2014, il publie dans les colonnes du Soir, du Temps, du Standaard, de Regards, diverses correspondances de guerre en Colombie, Afghanistan, Liberia, Irak, Iran, Djibouti, Crimée. Sa première publication littéraire est un récit dédié aux guides locaux des correspondant de guerre.

Proche du correspondant de guerre Peter Arnett qui a préfacé son manuel de journalisme, Lallemand recommande aux reporters couvrant des crises ou conflits de « se placer en situation d'être affecté » pour transmettre au lecteur à la fois les faits et la tension : 

« L'implication que nous recommandons est très exactement celle du souffle du réel : soyez assez près de l'explosion pour en entendre la détonation, mais aussi pour en sentir le souffle. Cependant, ne vous laissez pas submerger par l'explosion ».

Ces années de couverture de guerre donneront la matière de plusieurs de ses romans, localisés en Afghanistan, Irak, Djibouti, Colombie.

## Personnage de fiction
Le romancier Paul Colize s'est emparé du personnage d'Alain Lallemand, qu'il fait évoluer sous son vrai nom et dans ses fonctions réelles dans trois romans policiers : Zanzara (Fleuve éditions, 2017), Un jour comme les autres (Editions Hervé Chopin, 2019) et Toute la violence des hommes (Editions Hervé Chopin, 2020),.
Son enquête au coeur de la mafia russe, L'Organizatsiya, fait l'objet d'une adaptation-fiction en série TV (en développement)  .

## Distinctions journalistiques
En Europe, Lallemand est colauréat du Prix Lorenzo Natali 2000, pour une enquête sur la cocaïne menée en Colombie et qui évoquait « des aspects généralement négligés par la couverture journalistique du problème », dira la Commission européenne, à savoir la situation des paysans et le rôle réel des guérilleros et groupes paramilitaires dans le conflit colombien.
Aux États-Unis, Lallemand est notamment colauréat du Tom Renner Award 2008 pour l'enquête Tobacco Underground consacrée aux trafics mondiaux de cigarettes, colauréat d'un Investigative Reporters and Editors Certificate en 2007 (catégorie on-line) ainsi que d'un Sigma Delta Chi Award en 2007 (catégorie Online Reporting) pour l'enquête sur les détentions extra-judiciaires américaines Collateral Damage: Human Rights and U.S. Military Aid after 9/11,, enfin colauréat du Sigma Delta Chi Award en 2002, catégorie online independent, pour une enquête sur les trafiquants d'armes et sociétés militaires privées, Making a Killing: The Business of War.

## Distinctions littéraires
- Finaliste du Prix littéraire Cercle Chapel 2016 pour "Et dans la jungle, Dieu dansait"[26]
- Sélection Prix des lycéens de littérature 2016-2017 pour "Et dans la jungle, Dieu dansait"[27].
- Sélection Grand prix de littérature policière 2020 pour "L'homme qui dépeuplait les collines"[28].
- Lauréat du Prix Marcel Thiry 2024 pour "Ce que le fleuve doit à la plaine"[29].

## Livres publiés
- Les sectes en Belgique et au Luxembourg (enquête[30]), Anvers, EPO, 1994, 238 p. (ISBN 2-87262-089-3) ;
- L'Organizatsiya. La mafia russe à l'assaut du monde (enquête), Paris, Calmann-Lévy, 1996, 300 p. (ISBN 2-7021-2653-7) ;
- avec le Dr Pierre Schepens, Les nouvelles drogues de la génération rave. Parents, que savez-vous (enquête), Paris, Grasset, 2002, 262 p. (ISBN 2-246-63281-1) ;
- (en) avec l'International Consortium of Investigative Journalists, Making a Killing. The Business of war (enquête), Washington, Public Integrity Books, 2003, 168 p. (ISBN 1-882583-15-9) ;
- N'oubliez pas le guide (récit), Avin, Luce Wilquin, 2006, 130 p. (ISBN 2-88253-306-3) ;
- La femme héroïne (roman), Avin, Luce Wilquin, 2007, 240 p. (ISBN 978-2-88253-343-2) ;
- Journalisme narratif en pratique (manuel universitaire), Louvain-la-Neuve, De Boeck, 2011, 224 p. (ISBN 978-2-8041-6583-3) ;
- Sous la direction de, L'Anvers du diamant (enquête/récit), Bruxelles, Racine, 2012, 160 p. (ISBN 978-2-87386-818-5) ;
- Ma plus belle déclaration de guerre (roman), Avin, Luce Wilquin, 2014, 304 p. (ISBN 978-2-88253-497-2) ;
- Et dans la jungle, Dieu dansait (roman), Avin, Éditions Luce Wilquin, 2016, 224 p. (ISBN 978-2-88253-516-0) ;
- L'homme qui dépeuplait les collines (roman), Paris, JC Lattès, 2020, 360 p. (ISBN 978-2-7096-6614-5) ;
- Ce que le fleuve doit à la plaine (roman), Neufchâteau, Weyrich, 2024, 420 p. (ISBN 978-2-87489-923-2).